# 大分県公安委員会
大分県公安委員会（おおいたけんこうあんいいんかい）は、大分県警察を管理するため大分県知事所轄の下に設置される行政委員会である。3人の委員で組織される。所在地は大分市大手町3丁目1番1号である。

## 委員
令和6年5月1日現在
委員長
期間（令和6年5月1日～令和7年4月30日）
- 平川加奈江（59歳：会社役員）  任期（令和4年9月8日～令和7年9月7日）1期目

委員
- 久家里三（59歳：会社役員） 　  任期（令和5年12月23日～令和8年12月22日）1期目
- 板井良介（75歳：会社役員） 　  任期（令和3年10月12日～令和6年10月11日）2期目

## 下部組織
- 大分県警察